# Paul Bastide
Paul Adrien Bastide (Quimper, 6 april 1879 – Parijs, 18 augustus 1962) was een Franse dirigent die een aantal jaren in Nederland werkte.
Hij kreeg zijn opleiding aan de Universiteit van Aix-en-Provence en het Conservatorium van Parijs bij Alphonse Maréchal, Jules Massenet en Alfred Bruneau. Hij leidde al tijdens die periode of vlak daarna opera’s in Avignon, Brest, Amiens. In die periode schreef hij zelf ook wel werken zoals Sous les tilleuls op libretto van Alphons Karr, dat in Brest en Genève werd uitgevoerd.
Zijn naam duikt in de Nederlandse pers op wanneer hij in 1906 als 27-jarige benoemd wordt tot orkestchef operette en tweede operadirigent van de Koninklijke Franse Opera in Den Haag.  Even later is er al sprake van “onze dirigent”.  In aanvulling op genoemde werkzaamheden leidde hij het orkest ook wel in Diligentia en Haagse Dierentuin, waarbij hij soms leiding gaf aan uitvoeringen van eigen werk. Hij bleef er dirigeren tot en met seizoen 1911/1912. In maart/april 1911 leidde hij het gezelschap in de door hemzelf gecomponeerde opera Médée, dat wel goed lag bij het publiek; de critici hadden hun bedenkingen. Na die reeks is er geen uitvoering meer bekend van het werk. 
Tijdens het seizoen 1912/1913 was hij verbonden aan de Gentse Opera. Hij ging werken bij het operagezelschap van Straatsburg (1919-1938 en 1945-1948) als ook bij het Orchestre philharmonique de Strasbourg (1945-1950). In die tussenliggende periode was hij werkzaam bij de Opéra de Marseille. Hij was in de jaren dertig nog verbonden aan de Parijse Opera-Comique.
Koordirigent Jan Hupperts en kapelmeester Dionisius François Bandel kregen les van hem; Henri Leonard Zeldenrust kon onder hem als tweede dirigent bij de Franse Opera praktijkervaring opdoen.
Bastide trouwde twee keer, in 1905 met Catherine Laurence Miéfort en na haar overlijden met zangeres Louise Mancini. Hij werd begraven op Cimetière du Père Lachaise.